# Barraca de Ca l'Anton Xim
La barraca de Ca l'Anton Xim, o barraca D-06, o barraca Cb-23, és una barraca de vinya situada al municipi de Subirats (Alt Penedès), al Fondo dels Vidriers, a 1.300 m al sud de la N-340.
És una construcció aixecada en pedra seca situada enmig de la vegetació natural sobre superfície plana, de planta circular i forma troncocònica, de 2,90 m de diàmetre interior i una alçada màxima de 2,50 m. A l'interior destaca una obertura que dona a l'exterior de 20 cm. quadrats. La construcció és de la tipologia de sostre de falsa volta, típic en aquestes edificacions (acostament de filades de pedra seca, sense cap mena de material d'unió, i amb una gran llosa per tapar el sostre). La llinda de la porta és plana. El portal està orientat al sud-sud-oest, té una alçada de 125 cm, una amplada de 55 cm i un gruix de 80 cm. La barraca encara té al sostre exterior els lliris (planta habitualment utilitzada perquè les seves arrels subjectin la terra que cobreix la volta exteriorment). Va ser restaurada i desbrossada del 2022.
Els codis utilitzats en la denominació d'aquesta barraca procedeixen de dos estudis diferents que han intentat sistematitzar la informació sobre aquests elements arquitectònics al terme de Subirats. El primer codi (lletra + número) procedeix d'un estudi realitzat per Araceli Soler i Jaume Rovira. El segon codi (dues lletres + número) correspon a l'estudi realitzat per Crestabocs, Grup de Muntanya d'Ordal. Barraca de Ca l'Anton Xim és el nom popular.